# أحمد دياب (مبارز)
أحمد دياب (مواليد 15 يوليو 1954) هو مبارز بالسيف مصري، مثّل بلاده في الألعاب الأولمبية الصيفية 1984.

## روابط خارجية
أحمد دياب على موقع أوليمبيديا (الإنجليزية)